# بيلي غرامر
بيلي غرامر (بالإنجليزية: Billy Grammer)‏ (28 أغسطس 1925 – 10 أغسطس 2011) هو مغني وعازف غيتار كانتري أمريكي. اشتهر بأغنية "Gotta Travel On" ذات المليون مبيع في عام 1959. أصبح مغنيا منتظمًا في غراند أول أوبري، وقام لاحقا بتصميم وتسويق غيتار باسمه واشترك في تأسيس شركة غيتار في ناشفيل.

## السيرة
وُلد وليام وأين غرامر في بنتون، إلينوي عام 1925. كان والده موسيقيًا وعزف الكمان والبوق.
خدم في الجيش الأمريكي خلال الحرب العالمية الثانية، ثم تم تسريحه وعمل بعدها كصانع أدوات متدرب في مصنع الأسلحة البحرية بواشنطن. تزوج غرامر من صديقته في الثانوية، روث بورزينسكي، في عام 1944. بعد فترة وجيزة من انتهاء الحرب، تم تسريح ثلاثة أرباع القوى العاملة في مصانع الحرب والبالغ عددهم 24,000 عامل، بمن فيهم غرامر. عاد الزوجان إلى منزلهما في مقاطعة فرانكلين بولاية إلينوي.

### الموسيقى
كان غرامر وزوجته يعيشان في واشنطن العاصمة، تم تعيينه من قبل المقدم الإذاعي كوني بي غاي كمغني خلفي لبرنامجه على محطة WARL. كان غاي يستعد لاستبدال عازف الجيتار، وأظهر له غرامر براعته في الإيتار، وتم تجديد عقده في دور مزدوج كمغني وعازف جيتار رئيسي.
وقع غرامر مع علامة مونيومنت ريكوردز في ناشفيل، وحقق نجاحًا كبيرًا بأغنيته "Gotta Travel On". وصلت الأغنية للمرتبة الرابعة على قائمة بيلبورد لأغاني البوب والخامسة على قائمة أغاني الكانتري في عام 1959. في نفس العام، أصبح عضوًا منتظمًا في برنامج غراند أول أوبري. لم يحقق غرامر نفس النجاح بعدها، وأنجح أغنية سجلها بعدها كانت "I Wanna Go Home" في أوائل عام 1963، حيث وصلت للمركز 18 على قائمة بيلبورد لأغاني الكانتري، والتي نجحت لاحقا عندما سجلها بوبي بير بعنوان «ديترويت سيتي».
أسس غرامر شركة RG&G (ريد، غرامر أند غور) في عام 1965 بالاشتراك مع كلايد ريد وجي دبليو غور. صنعت الشركة جيتار غرامر من عام 1965 حتى عام 1968، عندما التهم حريق المصنع في وسط مدينة ناشفيل. تم بيع الشركة بعد ذلك إلى شركة أمبيغ، وتم إنشاء مصنع جديد في نفس الشارع من المصنع القديم. تم تغيير اسم الشركة إلى غرامر غيتار المحدودة (GGI). أنتجت الشريكة جيتارات غرامر حتى عام 1970. تم إدخال جيتاره في قاعة مشاهير موسيقى الكانتري في ناشفيل في 1 مارس 1969. 
في 15 مايو 1972، عزف غرامر وفريقه في مسيرة حاكم ألاباما والمرشح الرئاسي وقتها جورج والاس، في لوريل، ماريلاند، حيث عزف غرامر لحن «تحت النسر المزدوج» عندما صعد والاس المسرح. وهي نفس المسيرة التي تعرض فيها والاس لإطلاق النار، والتي تسببت بشلله وبقائه مقعدا لبقية حياته.
قام غرامر بإحياء حفل افتتاح منزل غراند أوبري في 16 مارس 1974. تم إدخاله في قاعة مشاهير الكانتري في إلينوي في عام 1990.
عانى غرامر من التهاب الشبكية الصباغي وأصبح أعمى تمامًا. تم تكريمه من قبل غراند أول أوبري في 27 فبراير 2009 بعد مرور خمسين عاما على عضويته.

### الوفاة
عاش غرامر آخر سنوات حياته في مسقط رأسه في بنتون، وتوفي في 10 أغسطس 2011 في مستشفى بنتون عن عمر يناهز 85 عامًا، حيث كان يتلقى العلاج لمرض طويل، كما عانى من نوبة قلبية قبل سبعة أشهر. 

## الأغاني المنفردة
| السنة | الأغنية                                | أفضل موقع               | أفضل موقع            | أفضل موقع             | أفضل موقع |
| السنة | الأغنية                                | أغاني الكانتري (أمريكا) | أغاني البوب (أمريكا) | أغاني الكانتري (كندا) |           |
| ----- | -------------------------------------- | ----------------------- | -------------------- | --------------------- | --------- |
| 1959  | "Gotta Travel On"                      | 5                       | 4                    | —                     |           |
| 1959  | "The Kissing Tree"                     | —                       | 60                   | —                     |           |
| 1959  | "Bonaparte's Retreat"                  | —                       | 50                   | —                     |           |
| 1963  | "I Wanna Go Home"                      | 18                      | —                    | —                     |           |
| 1964  | "I'll Leave the Porch Light A-Burning" | 43                      | —                    | —                     |           |
| 1966  | "Bottles"                              | 35                      | —                    | —                     |           |
| 1966  | "The Real Thing"                       | 30                      | —                    | —                     |           |
| 1967  | "Mabel (You Have Been a Friend to Me)" | 48                      | —                    | 14                    |           |
| 1968  | "The Ballad of John Dillinger"         | 70                      | —                    | —                     |           |
| 1969  | "Jesus Is a Soul Man"                  | 66                      | —                    | 5                     |           |

## وصلات خارجية
- بيلي غرامر على موقع IMDb (الإنجليزية)
- بيلي غرامر على موقع ميوزك برينز (الإنجليزية)
- بيلي غرامر على موقع ديسكوغز (الإنجليزية)
- Billy Grammer Interview - NAMM Oral History Library (2010)